# Ardbeg
Ardbeg (skotská gaelština Taigh-stail Àirde Beaga) je palírna skotské whisky nacházející se na ostrově Islay, který je součástí souostroví Vnitřní Hebridy. Palírna je známa svými whiskami se silnou příchutí rašeliny a hlavně kouře. Ardbeg je jednou z nejinovativnějších palíren začátku 21. století a to nejen pro způsob výroby své whisky, ale i pro propracovaný způsob marketingu. Známým se stal například experiment, při kterém byla v roce 2011 lahvička mladé whisky Ardbeg vynesena k Mezinárodní kosmické stanici, kde strávila jeden rok a po jejím návratu byly zkoumány účinky mikrogravitace na její chuť a složení.
Palírna Ardbeg má roční produkci 1,1 milionu litrů a z toho 14,5 % tvoří jednosladová whisky.

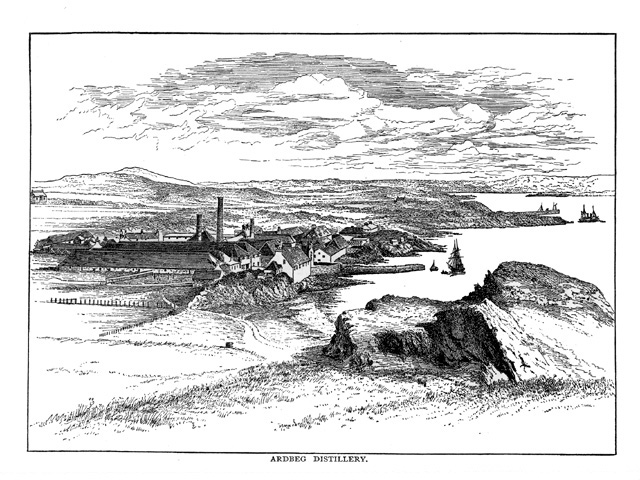
Ardbeg na rytině britského historika palírnictví Alfreda Barnarda

## Historie
Palírnu oficiálně založil roku 1815 John McDougall, ale whisky se na jejím místě vyráběla již dříve. Je pravděpodobné, avšak nikoli písemně doložené, že John McDougall palírnu sám nepostavil, ale získal jí od jejích původních vlastníků a oficiálně otevřel pod svým jménem. Roku 1838 palírnu koupil obchodník s alkoholem z Glasgow Thomas Buchanan za ₤1 800. Důvodem byla platební neschopnost rodiny McDougallových. Syn Johna McDougalla Alexander ovšem nadále palírnu vedl a Buchanan se stal společníkem podniku. Roku 1853 Alexander McDougall zemřel a společnost nadále společně vedli Colin Hay a sestry Margaret a Flora McDougallovi. Staly se tak vůbec prvními skotskými lihovarnicemi.
V polovině 80. let 19. století byl Ardbeg s produkcí 250 000 galonů, tj. 1 100 000 litrů ročně, největší palírnou ostrova Islay. V letech 1932 až 1935 v době hospodářské krize byla palírna poprvé uzavřena. Poslední čtvrtina 20. století znamenala pro Ardbeg nejprve zásadní změnu majitele, když palírnu získala společnost Hiram Walker & Sons Ltd. a poté období největšího úpadku, když byla v roce 1981 úplně uzavřena a všichni zaměstnanci propuštěni. K částečné obnově výroby došlo až v roce 1989. K úplnému obnovení výroby došlo až ve druhé polovině 90. let, poté co v roce 1997 koupila Ardbeg společnost Glenmorangie (kterou následně převzala francouzská společnost Louis Vuitton Moët Hennessy). Hned následujícího roku získal Ardbeg v soutěži International Spirits Challenge titul "Distillery of the Year". Největších ocenění dosáhl Ardbeg v letech 2008 – 2010, kdy třikrát za sebou získal ocenění "Whisky roku" v průvodci Whisky Bible anglického spisovatele a odborníka Jima Murraye.

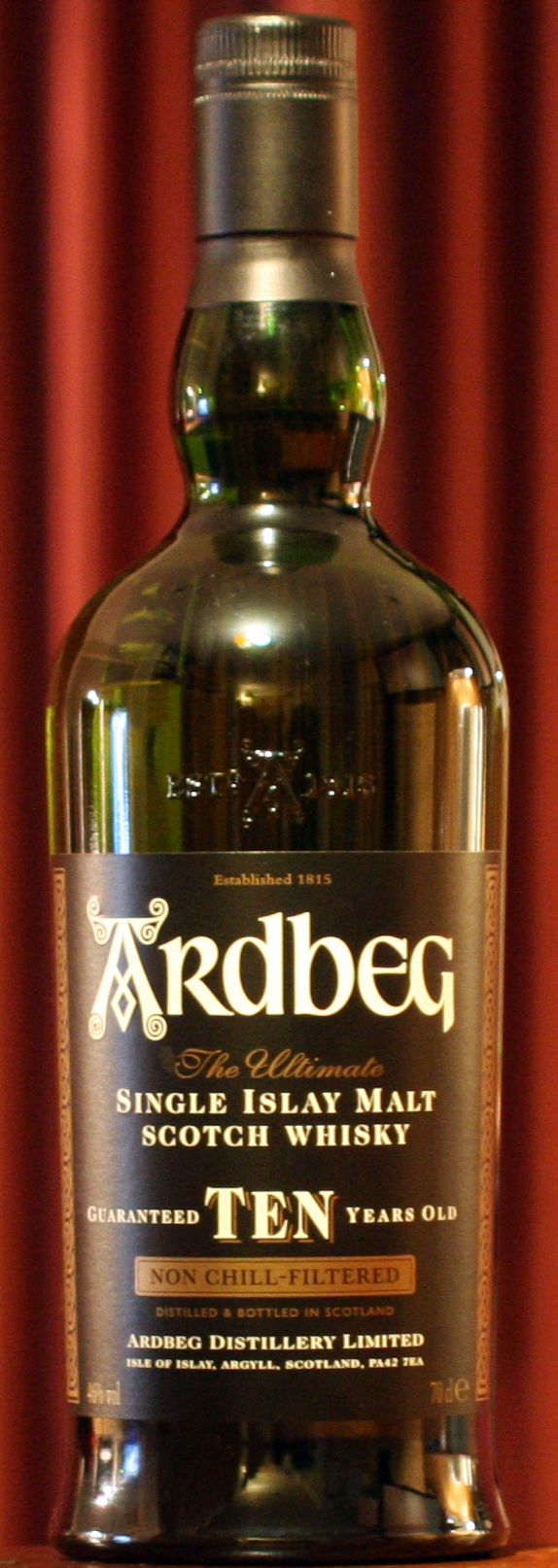
Ardbeg Ten, za kterou získala v roce 2008 palírna titul "Whisky roku"

## Výroba
Zdrojem vody pro palírnu jsou jezera Loch Uigeadail a Loch Airgh nam Beist. Od roku 1981 nemá palírna vlastní podlahovou sladovnu a slad vyrobený na zakázku dováží ze sladovny v Port Ellen. Slad je pro palírnu Ardbeg nakouřen na 50 ppm. Kvašení probíhá v šesti kvasných kádích vyrobených z oregonské borovice. Délka fermentace v palírně Ardbeg (a taktéž v palírně Bunnahabhain) bývá delší než v jiných palírnách, kvůli vysokému obsahu fenolů v původním sladu. Ardbeg disponuje dvěma kotli, jedním surovinovým pro první destilaci a jedním přepalovacím pro druhou destilaci.

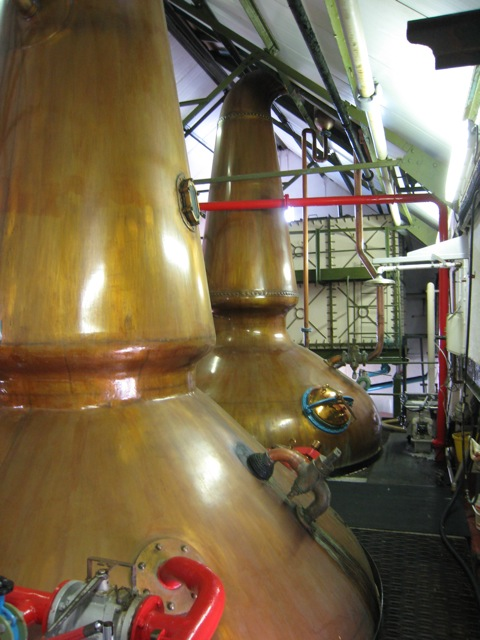
Destilační kotle palírny Ardbeg

Největší množství výsledného destilátu probíhá v dubových sudech po bourbonu, ale používají se i sudy po sherry a také nové sudy z francouzského dubu. Mimo charakteru získaného zráním ze sudů získává výsledná whisky charakter slané a jódové tóny díky umístění palírny a jejích skladů v blízkosti moře.

## Plnění
- Základní řada – Ardbeg Ten, Ardbeg Uigedail, Ardbeg Corryvreckan, Ardbeg An Oa
- Limitovaná řada – Ardbeg Kelpie
- Historická plnění – Ardbeg Supernova Committee Release 2015, Ardbeg Perpetuum Limited Edition 2015, Ardbeg Perpetuum Committee Release 2015, Ardbeg Kildalton 2014, Ardbeg Auriverdes 2014, Ardbeg Supernova Committee Release 2014, Ardbog 2013, Ardbeg Galileo 2012, Ardbeg Day 2012, Ardbeg Alligator Limited Edition 2011, Ardbeg Alligator Committee Release 2011, Ardbeg Rollercoaster Committee Release 2010, Ardbeg Supernova Limited Edition 2010, Ardbeg Supernova Committee Release 2010, Ardbeg Supernova 2009, Ardbeg Blasda Limited Edition 2009, Ardbeg Renaissance 2008, Ardbeg Corryvreckan Committee Release 2008, Ardbeg Lord of the Isles 2007, Ardbeg Airigh Nam Beist 2006, Ardbeg 1965 2006, Ardbeg Serendipity 2005, Very Young Ardbeg Committee Release 2004

## Ardbeg Committee
Ardbeg Committe je klub příznivců Ardbegu, jehož členové dostávají pozvání na speciální shromáždění, ochutnávky a další akce pořádané pro členy klubu. Jen členové klubu mohou nakupovat v online obchodu palírny a také mohou získat speciální edice whisky Ardbeg určené pouze členům tohoto klubu.

## Ardbeg ve vesmíru
V roce 2011 byl s pomocí aerokosmické společnosti NanoRacks LLC vynesen k Mezinárodní kosmické stanici vzorek whisky Ardbeg. Vzorek zde v prostředí mikrogravitace zrál až do roku 2014, kdy došlo k jeho návratu zpět na Zemi. Cílem bylo zjistit jaký bude mít prostředí mikrogravitace vliv na zrání destilátu. Další kontrolní vzorek byl ponechán na Zemi ve skladech palírny Ardbeg, aby poté byly oba vzorky porovnány. Vzorek ve vesmíru nemohl samozřejmě zrát v sudu, jako by tomu bylo na Zemi, ale byl umístěn ve speciálních tubičkách používaných firmou NanoRacks LLC v Mezinárodní kosmické stanici. Pro simulaci interakce se dřevem byl vzorek v lednu 2012 smíchán se štěpinami z dubového sudu. Po návratu bylo senzorickými zkouškami zjištěno, že rozdíly mezi oběma vzorky jsou opravdu značné.

## Ocenění
Některá ocenění získaná palírnou Ardbeg
- International Whisky Competition 2017 – titul Whisky of the Year pro Ardbeg Kelpie Committee Exclusive
- International Whisky Competition 2016 – bronzová medaile v kategorii Best Single Malt Whisky pro Ardbeg Ten, v téže soutěži stříbrná medaile v kategorii Best Cask Strength pro Ardbeg Corryvreckan
- International Whisky Competition 2015 – první místo v kategorii Best Single Malt Scotch 10 Years pro Ardbeg Ten
- Whisky Bible 2014 – titul Single Malt of the Year pro Ardbeg Corryvreckan
- World Whiskies Awards 2013 – titul World's Best Single Malt Whisky pro Ardbeg Galileo
- Whisky Bible 2013 – titul Single Malt of the Year pro Ardbeg Day
- Whisky Bible 2010 – druhé místo v kategorii Finest Whisky in the World pro Ardbeg Supernova Stellar Release